# Suecia (motorcykel)

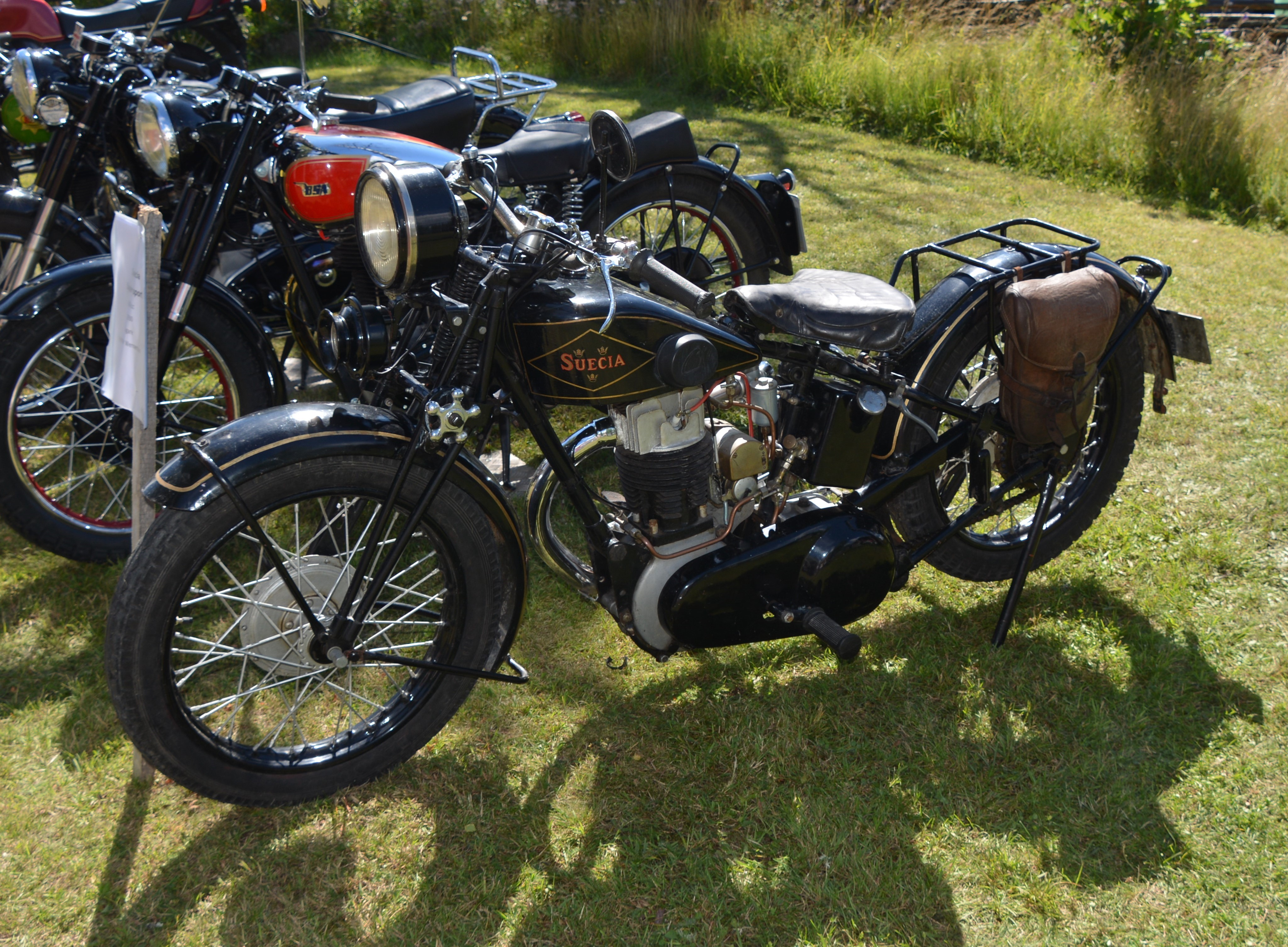
Suecia 600 cc Super Sport från 1930

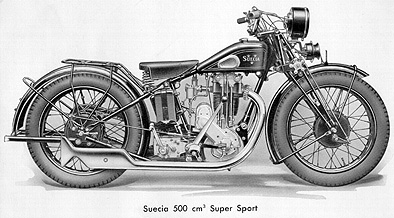
Suecia 500 cc Super Sport.

Suecia, latin för Sverige, är ett svenskt motorcykelmärke tillverkat på Sueciaverken i Örkelljunga åren 1928-1939. 
Suecia tillverkade inga egna motorer, utan köpte in sådana i storlekarna 250-750cc från M.A.G., J.A.P. och Blackburne. Lokalerna i Örkelljunga togs över efter Eiber vid deras konkurs.